# Vellore (dystrykt)

Dystrykt Vellore na mapie stanu Tamilnadu

Vellore – jeden z dystryktów stanu Tamilnadu (Indie). Stolicą dystryktu Vellore jest miasto Vellore.

## Położenie
Od zachodu i północy graniczy ze stanem Andhra Pradesh, od północnego wschodu z dystryktem Tiruvallur, od południowego wschodu z dystryktem Kanchipuram, od południa z dystryktem Tiruvannamalai, od wschodu z dystryktem Krishnagiri.

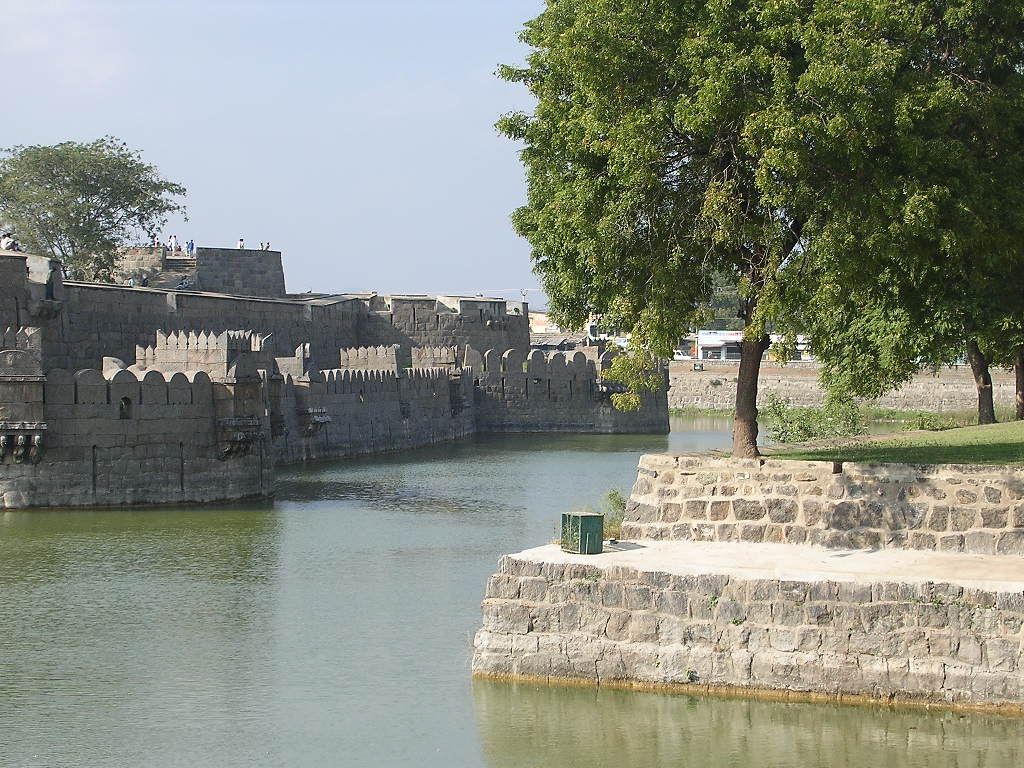
Fort w stolicy dystryktu - Vellore